# Shōji Yamagishi
Shōji Yamagishi (山岸 章二, Yamagishi Shōji, 1930 - 20 juillet 1979) est un critique photographique, conservateur et éditeur de magazine.
Yamagishi intègre la maison Mainichi Shinbunsha (éditeur de Mainichi Shimbun) en 1950. Il commence en tant que photographe mais réussit moins dans la prise de photos que dans leur sélection.
De 1963 jusqu'au numéro de juillet 1978, Yamagishi dirige le magazine Camera Mainichi, fonction dans laquelle il est largement admiré tant pour la qualité des photographies qu'il y présente que pour l'encouragement qu'il prodigue à de jeunes photographes. Pendant cette période, la publicité attire certains des photographes les plus talentueux et Yamagishi est particulièrement reconnu pour la façon dont il persuade les photographes travaillant dans la publicité de poursuivre leurs propres intérêts photographiques pendant leur temps libre. En tant qu'éditeur (et conservateur), Yamagishi a le don d'évaluer et de sélectionner des photos beaucoup plus vite que ses pairs.
Caméra Mainichi fait face à beaucoup de pression de la part de son éditeur pour faire de l'argent, ou du moins pour ne pas perdre d'argent, degré de pression tel qu'il contrarie Yamagishi et entraîne sa démission.
Yamagishi travaille avec son ami John Szarkowski pour monter deux expositions de photographies japonaises au Moma de New York : 
- New Japanese Photography en 1974) présente les travaux de Ryōji Akiyama, Ken Domon, Masahisa Fukase, Eikō Hosoe, Tetsuya Ichimura, Yasuhiro Ishimoto, Bishin Jūmonji, Kikuji Kawada, Daidō Moriyama, Masatoshi Naitō, Ikkō Narahara, Ken Ohara, Akihide Tamura (sous le nom Shigeru Tamura), Shōmei Tōmatsu et Hiromi Tsuchida.
- Japan, a Self-Portrait (Centre international de la photographie en 1979) présente les travaux de Ryōji Akiyama, Nobuyoshi Araki, Taiji Arita, Masahisa Fukase, Shinzō Hanabusa, Hiroshi Hamaya, Kikuji , Ishiuchi Miyako, Jun Morinaga, Daidō Moriyama, Ikkō Narahara, Kishin Shinoyama, Issei Suda, Shōmei Tōmatsu, Haruo Tomiyama, Hiromi Tsuchida, Shōji Ueda, Gashō Yamamura et Hiroshi Yamazaki.

Yamagishi est sujet à une dépression intermittente. Cette situation, aggravée par la pression inhérente à la sélection de clichés pour une exposition de la coopérative photographique Magnum Photos à Tokyo, l'amène au suicide.

## Albums de Yamagishi
- New Japanese photography (co-edited by John Szarkowski). New York: Museum of Modern Art, 1974.  (ISBN 0-87070-503-2) (relié),  (ISBN 0-87070-502-4) (cartonné)
- Japan, a self-portrait. New York: International Center of Photography, 1979.  (ISBN 0-933642-01-6) (relié),  (ISBN 0-933642-02-4) (cartonné). (ne pas confondre avec le Japan, a self-portrait: Photographs 1945–1964, ed. Osamu Hiraki et Keiichi Takeuchi de 2004.)

## Source de la traduction
- (en) Cet article est partiellement ou en totalité issu de l’article de Wikipédia en anglais intitulé « Shōji Yamagishi » (voir la liste des auteurs).